# テオ・ボス (サッカー選手)
テオ・ボス（オランダ語: Theo Bos、1965年10月5日 - 2013年2月28日）は、オランダ・ナイメーヘン出身の元サッカー選手、元サッカー指導者。ポジションはDFだった。
プロデビューから現役引退までをSBVフィテッセのみで貫いたワンクラブマン。現役引退後は指導者に転身し、FCデン・ボスやSBVフィテッセを率いた。2013年2月28日、膵癌により亡くなった。

## クラブ経歴

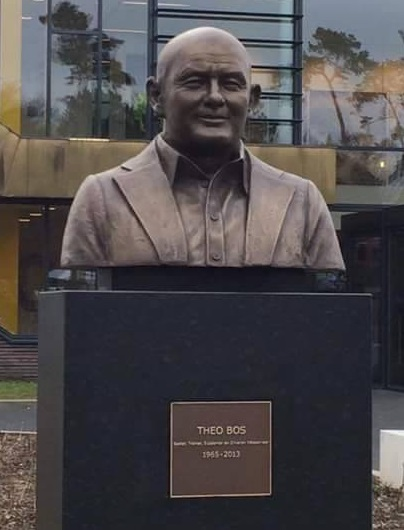
ヘルレドーム前に建つボスの銅像

1979年にSBVフィテッセの下部組織に入団し、1983年にトップチームへと昇格した。1988-89シーズン、フィテッセはエールステ・ディヴィジ優勝を果たし、エールディヴィジ昇格を決めた。1部でフィテッセは躍進を見せ、1989-90シーズンにはリーグ4位でシーズンを終えたため、クラブ史上初のUEFAカップ出場権を獲得した。また、このシーズン、KNVBカップも準優勝している。
1998年、現役引退を発表した。フィテッセでは14シーズンで公式戦429試合に出場した。

## 指導者経歴
1998年からフィテッセの下部組織で指導者として働き始めた。2000年、フィテッセのトップチーム監督にロナルド・クーマンが就任すると、トップチームに引き抜かれる形でボスもトップチームのアシスタントコーチになった。2005-06シーズンから監督といしてFCデン・ボスを指揮し、2007-08シーズンにはデン・ボスを昇格プレーオフに導く活躍を見せた。
2008-09シーズン、ハンス・ヴェスターホフを解任したフィテッセは後任にボスを据えた。同シーズンの2月には強豪アヤックスを4-1で破るなど、いくつかのサプライズを提供したが、2010年10月21日に成績不振が原因で解雇された。
2011年1月6日、ポーランドのクラブポロニア・ワルシャワの監督に就任した。しかし、2ヵ月後に解任された。
2011-12シーズン、FCドルトレヒトからの監督オファーを受諾した。しかし、シーズン中に膵癌が見つかり、辞任した。

## 死
2012年12月16日、オランダメディア"NOS"に自身が膵癌を患ったことを発表した。長い闘病生活もむなしく、2013年2月28日、亡くなった。

## タイトル

### クラブ
SBVフィテッセ
- エールステ・ディヴィジ : 1回 (1988-89)